# Chahvarz

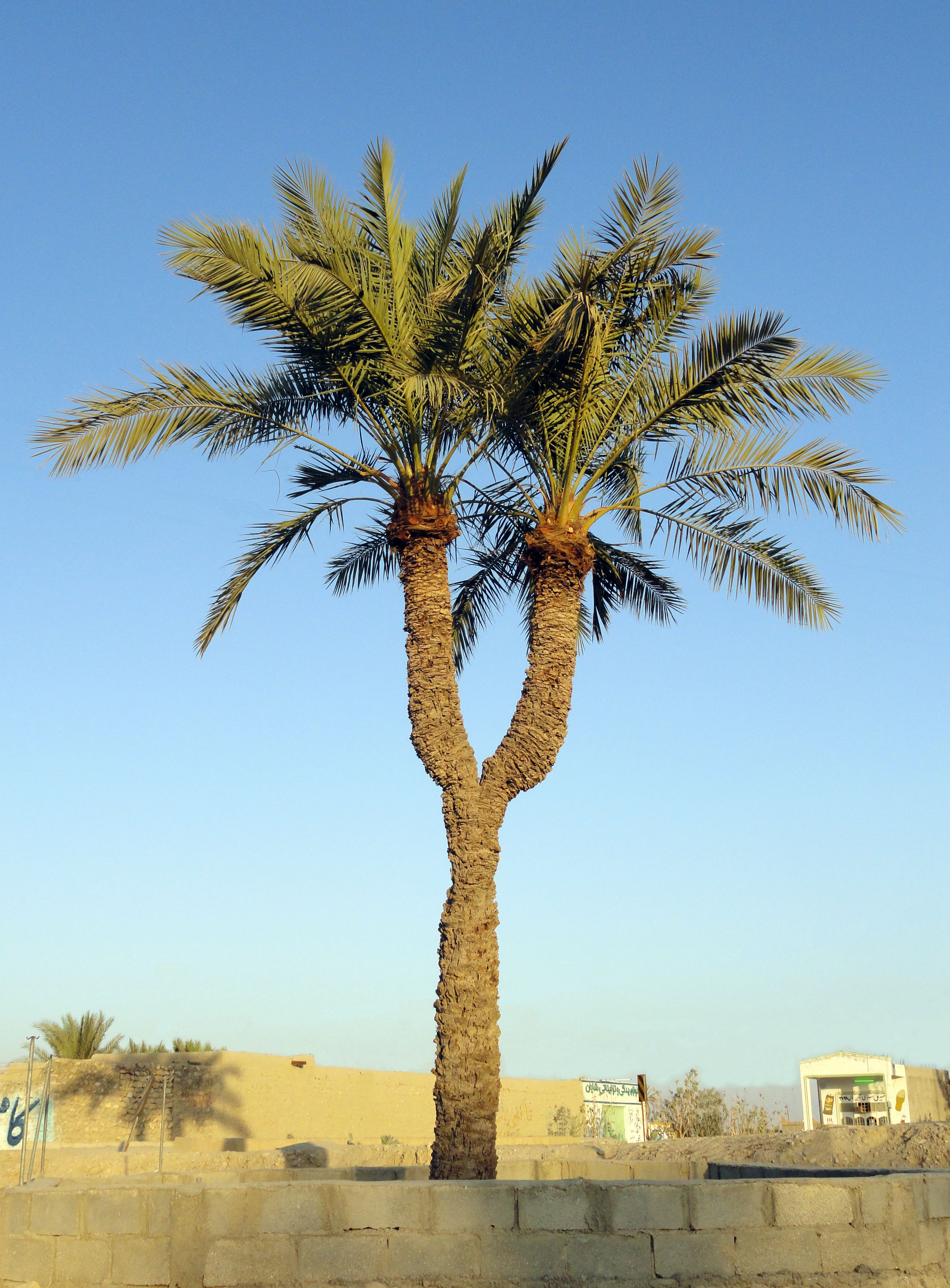
Una palmera gemela en Chahvarz.

Cháhvarz (en persa: چاه‌ورز) es una ciudad, capital del distrito de Chahvarz, situado en el condado de Lamerd, en la provincia iraní de Fars. Según el censo de 2006, su población era de 2641 personas, distribuidas en 521 familias.